# Жовтий льон (пам'ятка природи)
Жо́втий льон — ботанічна пам'ятка природи місцевого значення в Україні. Об'єкт розташований на території Олександрівського району Кіровоградської області, на південь від села Триліси. 
Площа 20,3 га. Статус присвоєно згідно з рішенням Кіровоградської обласної ради від 19.05.1995 року № 47. Перебуває у віданні ДП «Олександрівський лісгосп» (Олександрівське лісництво, кв. 50, вид. 5). 
Статус присвоєно для збереження ділянки на схилі балки, де зростає льон жовтий — малопоширений степий вид.